# Aulifeltet
Aulifeltet (también conocida como Auli) es una localidad situada en el municipio de Nes, en la provincia de Akershus, Noruega. Tiene una población estimada, a inicios de 2024, de 2959 habitantes.
Está ubicada al sureste del país, cerca del lago Mjøsa y el río Glomma, y a poca distancia al norte de Oslo.